# Hipocentrum

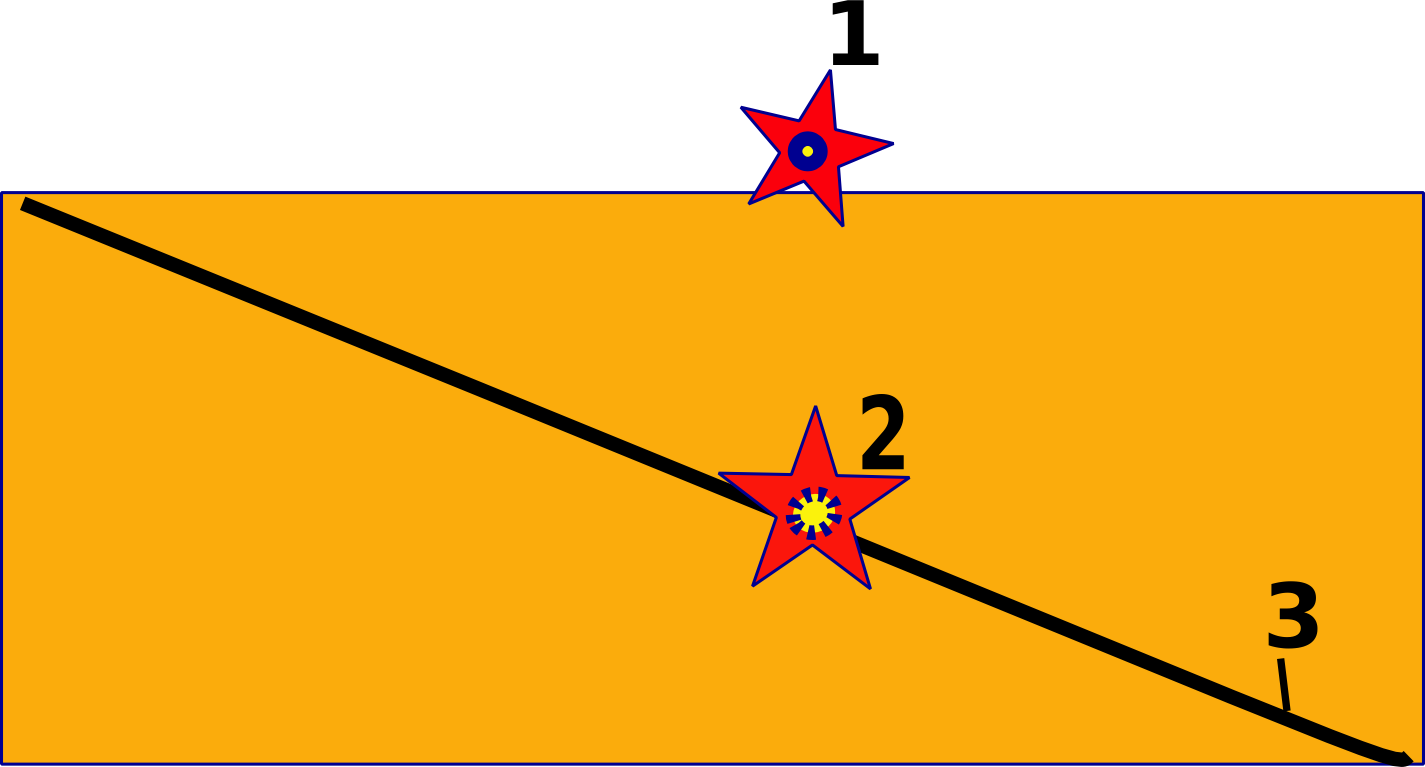
1. epicentrum
2. hipocentrum
3. uskok

Hipocentrum (z gr. ὑπο- „pod-” i łac. centrum „środek”) – położony w głębi Ziemi hipotetyczny punkt, od którego rozchodzą się fale sejsmiczne. Należy je odróżniać od ogniska trzęsienia ziemi, które jest pewną objętością wewnątrz Ziemi (czasami o rozmiarach tysięcy kilometrów), w której nastąpiło wyzwolenie energii sprężystej. Pionowo nad hipocentrum, na powierzchni Ziemi, znajduje się epicentrum.
Lokalizowanie hipocentrum odbywa się dzięki pomiarom fal sejsmicznych. Istnieje jednak spora niepewność wyniku, która rośnie wraz z długością fali. Jest to bardzo ważne, gdyż silne trzęsienia ziemi najczęściej uwalniają większość swojej energii w falach o bardzo dużej długości. W takim wypadku precyzyjne zlokalizowanie hipocentrum jest bardzo utrudnione.
Hipocentrum to też punkt na powierzchni Ziemi położony dokładnie pod miejscem wybuchu w atmosferze bomby atomowej.